# Шість йог Наропи
Шість йог Наропи (Шість Дхарм Наропи, вайлі: na ro'i chos drug) — комплекс послідовних практик вищої йоги, метою якої є пробудження і звільнення йогіна заради блага усіх живих істот.
Комплекс включає наступні підвиди:
- Йога тепла (туммо (тиб. གཏུམ་མོ་(вайлі:gtum mo); caṇḍālī IAST))

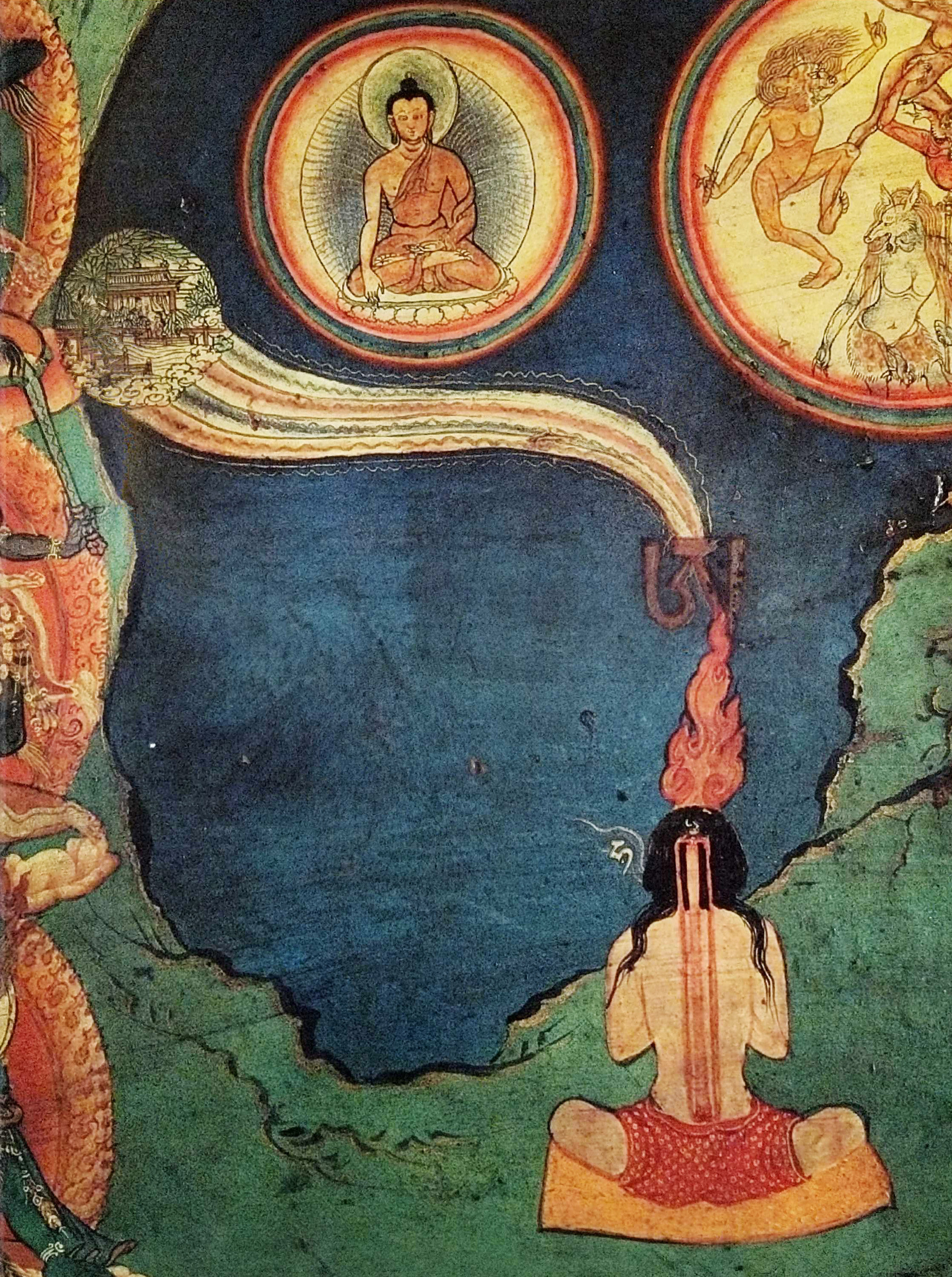
Практика Туммо, частина стародавньої тибетської ілюстрації

- Йога ілюзорного тіла (гюлус (тиб. སྒྱུ་ལུས(вайлі:sgyu lus); māyākāyā IAST))
- Йога Сяйва (Ясного світла[en])(йосел(тиб. འོད་གསལ་(вайлі:od gsal); prabhasvara IAST))
- Йога перенесення розуму (перенесення свідомості до іншого тіла) (пхова(тиб. འཕོ་བ་(вайлі:pho ba); saṃkrānti IAST))
- Йога сновидінь[en] (мілам (тиб. རྨི་ལམ་(вайлі:rmi lam); svapnadarśana IAST))
- Йога проміжного стану (бардо(тиб. བར་དོ(вайлі:bar do); antarābhava IAST))

Достовірну послідовність освоєння комплексу і його склад встановити важко, так як існує кілька ліній усної передачі, які внесли «свої» зміни.
Існують різні способи організації та переліку дхарм Наропи, крім списку Гампопи. Наприклад, Цонкхапа віддає перевагу наступному списку, який слідує за Паґмо Друпа:
1) туммо,
2) ілюзорне тіло,
3) сяйво,
4) перенесення,
5) сильна проєкція,
6) бардо.
За словами Глена Малліна, «Марпа Лоцава, здається, головним чином говорив про них як про чоти форми:
1) внутрішнє тепло;
2) кармамудра;
3) ілюзорне тіло;
4) ясне світло.
Тут три з шести, тобто ті, що переносять свідомість, сильну проєкцію та йога бардо — не отримують статусу окремих „дхарм“, мабуть, тому, що вони віднесені до позиції допоміжних практик».

В буддійській традиції вважають, що усі вчення щодо йоги, передано Буддою Шак'ямуні.
Наропа отримав пряму передачу вищої йоги (ануттарайогатантри) від Тілопи і реалізував шляхом практики духовного вдосконалення отриману передачу у шість послідовних йог, які передавав своїм учням. Учнем, який отримав пряму передачу від Наропи став Марпа. Від тоді появилось поняття Шість йог Наропи (тибетське — Наро чо друк).
Також Наропа здійснив усну передачу вищих практик з сутності 5 мандал жінці по імені Нігума. Тому існує менш розповсюджена родинно схожа система Шести йог Нігуми.
Також є певні особливості перекладу деяких термінів та імен (що часто видається різним або незрозумілим), наприклад, категорично розрізняють «йоги» та «дхарми».
Вперше, письмову передачу практики було дозволено ламі Цонкапі.

## Базові досягнення практики Шести йог Наропи
Існує два види досягнень, які можна сподіватися знайти шляхом практики Шести Йог — мирські і трансцендентні. Перший вид включає в себе Чотири Виконання і Вісім Сіддх досягнень.

### Мирські Досягнення
Чотири Виконання:
- Набуття здатності запобігати лиха і нещастя для себе та інших.
- Набуття здатності збільшувати досягнення і вдачу.
- Здатність притягувати бажані речі.
- Здатність долати будь-яке зло і будь-які перешкоди.

Вісім сіддх:
- Набуття «таємничого меча», здатного виконувати всі бажання.
- Набуття «магічних пілюль», що володіють чудодійною силою зцілення.
- Набуття «чудесного бальзаму», що наділяє яснобаченням.
- Здатність швидкого пересування.
- Набуття «магічного еліксиру», що перетворює старість у молодість.
- Здатність спілкуватися з богинями.
- Здатність ховати своє тіло серед натовпу.
- Здатність проходити крізь стіни, камені і гори …

### Трансцендентне Досягнення
Існують чотири стадії на цьому Шляху:
- Той, хто вступив на Шлях і зміцнився в практиці і переживаннях обох Йог, вважається таким, хто досяг першої стадії — стадії підготовки Усього Необхідного.
- Про те, хто може проводити Прана-Розум в Центральний Канал і викликати «Чотири Низхідні Блаженства» шляхом опускання чистого елементу Прани-Розуму, має пряме переживання Блаженства-Порожнечі, нескінченно збільшує мирські досягнення, пов'язані з праною і наді, про нього говорять, що він досяг другої стадії — Стадії Передчуття.
- Той, хто може піднімати чистий елемент Тіг Ле через Центральний Канал, викликати «Чотири Висхідні Блаженства», домагатися стабілізації Тіг Ле в Головному Центрі, усувати по черзі всі вузли, що зв'язують Центральний Канал, … розчищати всі перешкоди в шести чакрах і усувати одна за одною двадцять одну тисячу шістсот кармічних пран, вважається тим, хто досяг третьої або четвертої стадій, які включають в себе Стадії Початкового Просвітлення і Подальшого Просвітлення, тобто з Першої (стадії) Бхумі до Дванадцятої.
- Той, хто може очищати найтонші прани, наді та бінду, трансформувати фізичне тіло в Веселкове Тіло, очищати тридцять дві наді і вісімдесят дуалістичних думок — домагаючись таким чином розкриття тридцяти двох чудових ознак і вісімдесяти чудових форм Тіла Будди, — вважається тим, хто досяг досконалого стану Будди тринадцятої Бхумі Ваджрадхари. Оскільки Його Прана-Розум має природу Мудрості, і оскільки склади А і ХАМ (А є біджа пупкового Центру, що символізує позитивний елемент; ХАМ — біджа Головного Центру, яка символізує негативний елемент; ці дві Біджи ще називають червоною і білою Тіг Ле або Розумом-Бодхі) знаходяться в досконалому злитті, Він досягає кінцевої Самбхогакаї- Два-в-Одному Стані Будди. Те в Ньому, що виражає відсутність диференціації Співчуття і Порожнечі, іменується Дхармакая; те в Ньому, що виражає нескінченне Блаженство і Славу, іменується Самбхогакая, а те, що виражає нескінченні форми і дії, вироблені на благо всіх живих істот, іменується Нірманакая. Ідентичність, або єдність, цих Тіл називається Дхармадхату (Тотальність). За допомогою цих Чотирьох Тіл Він приведе в рух Колесо Дхарми(☸), з тим щоб дати звільнення всім живим істотам до кінця самсари …